# Mesiotelus viridis
Espèce
Synonymes
- Liocranum viride L. Koch, 1867

Mesiotelus viridis est une espèce d'araignées aranéomorphes de la famille des Liocranidae.

## Distribution
Cette espèce est endémique de Grèce.

## Publication originale
- L. Koch, 1867 : Zur Arachniden und Myriapoden-Fauna Süd-Europas. Verhandlungen der Kaiserlich-Königlichen Zoologisch-Botanischen Gesellschaft in Wien, vol. 17, p. 857-900.